# 島崎町 (静岡市)
島崎町（しまざきちょう）は、静岡市清水区の地名。丁番を持たない単独町名である。住居表示は一部のみ実施済み。

## 地理
北及び北東で袖師町、南で新港町、南西で松原町、西で旭町と相生町、北西で真砂町と隣接する。
東海道本線清水駅の東口周辺（主に南部）と江尻埠頭（東で清水港に面する）の北部までを町域とする。清水駅の東口周辺は清水テルサ（静岡市東部勤労者福祉センター）や清水文化会館（マリナート）などに代表される文化施設がある。清水魚市場 河岸の市を中心に、特に埠頭は港湾施設や水産加工業の工場が集積する。

## 歴史

### 町名の由来
古代に島であったものが地続きになり、島の岬のような突き出た地形であったと思われ、いつの頃からか島崎と呼ばれるようになったのではないかと推測されるが、定かではない。

### 沿革
- 1893年（明治26年）4月9日 - 江尻町の一部（大字辻）が分立して辻村が発足。
- 1918年（大正7年）8月1日 - 辻村が町制施行して辻町となる。
- 1924年（大正13年）
  - 1月31日 - 辻町が安倍郡入江町に編入し、廃止される。
  - 2月11日 - 入江町が清水町、不二見村、三保村と合併して清水市が発足。
- 1939年（昭和14年）7月1日 - 辻より島崎町が分離し新設。
- 1976年（昭和51年）7月1日 - 新港町の一部を編入し住居表示化（一部のみ）。この時、島崎町の一部が旭町に編入される。
- 2001年（平成13年） - 清水魚市場 河岸の市に「いちば館」が完成。
- 2003年（平成15年）4月1日 - 清水市が静岡市と合併し、改めて静岡市が発足。島崎町は「清水島崎町」に改称。
- 2005年（平成17年）4月1日 - 静岡市が政令指定都市に移行し、旧町域は清水区となる。清水島崎町は「島崎町」に改称。
- 2007年（平成19年）8月25日 - 一部住居表示未実施だった区域が住居表示化される。
- 2012年（平成24年）
  - 8月1日 - 清水文化会館（マリナート）が開館。
  - 10月 - 清水魚市場 河岸の市に「まぐろ館」が完成。
- 2018年（平成30年）6月 - 清水魚市場 河岸の市が清水駅の東口広場と共に、みなとオアシス （みなとオアシスまぐろのまち清水）に登録される。

## 世帯数と人口
2021年（令和3年）9月30日現在の世帯数と人口は以下の通りである。
| 大字   | 世帯数  | 人口  |
| ------ | ------- | ----- |
| 島崎町 | 127世帯 | 241人 |

## 小・中学校の学区
市立小・中学校に通う場合、学区は以下の通りとなる。
| 番・番地等 | 小学校                 | 中学校                 |
| ---------- | ---------------------- | ---------------------- |
| 全域       | 静岡市立清水浜田小学校 | 静岡市立清水第二中学校 |

## 交通

### 鉄道
JR東海
- 東海道本線 - 清水駅（構内の一部が町域に含まれる）

### バス
町内にバス停はない。

### フェリー
- 清水港水上バス(江尻のりば)

### 道路
- しみずマリンロード

## 施設
- 清水テルサ（静岡市東部勤労者福祉センター） - かつての清水港線ホームや貨物ホームがあった場所にある。
- 清水文化会館（マリナート）
- 清水魚市場
  - 清水魚市場 河岸の市
- 清水漁業協同組合
- 清水警察署相生交番
- 西之宮恵比寿神社
- 島崎町公園
- はごろもフーズ株式会社本店「はごろもイノベーションセンター」
- 魚市場 島崎冷蔵庫